# افرای موبرگ
افرای موبَرگ (نام علمی: Acer cissifolium) نام یک گونه از سرده افرا است.